# Biró Mózes
Biró Mózes (Miklósfalva, 1902. szeptember 12. – Kolozsvár, 1971. július 21.) lelkipásztor, orvos.

## Életpályája
Egyszerű székely földmíves családból származott. Biró József fiaként született a Hargita megyei Miklósfalván. Középiskolai tanulmányait 1920-ban végezte Székelyudvarhelyen, majd beiratkozott Kolozsváron az Erdélyi Evangélikus Református Egyházkerület teológiai fakultására, amelyet 1924-ben fejezett be. Külföldi tanulmányait Marburg, Berlin, Zürich, Párizs, Edinburgh, Genf teológiai főiskoláin folytatta.
Hazatérve Erdélybe, Ákosfalvára került, ahol az ő vezetése alatt épült fel a református parókia. Később Marosszentkirályon teljesített lelkipásztori szolgálatot. Az ő szolgálati ideje alatt épült fel a Marosszentkirályhoz tartozó náznánfalvi imaház. 1931 decemberétől került Kolozsvárra. 1971-ig a Kolozsvár-Hidelvi Egyházközség lelkipásztora volt.
1936-ban nősült, Thaly Lóránt költő, műfordító, belgyógyász, igazgató főorvos, a budapesti Erzsébet kórház megalapítója és első igazgatója lányát, Thaly Ida magyar nyelv és irodalomtanárnőt vette feleségül, akitől három gyermeke született. A felesége fiatalon, még 1954-ben elhunyt.
Folyton tanult és képezte magát. Az orvosi diplomát is megszerezte a kolozsvári orvosi egyetemen. 
Két éven át a kolozsvári Nyomdaipari Vállalatnál, majd két évig a kolozsvári járványkórházban dolgozott. Azonban az akkori törvények értelmében nem volt szabad két munkahelyen dolgoznia, így hát szakítania kellett orvosi hivatásának gyakorlásával. De lelkipásztorként továbbra is hűségesen szolgálta a Kolozsvár-Hidelvi Egyházközséget 1971-ben bekövetkezett haláláig.